# 韩丹

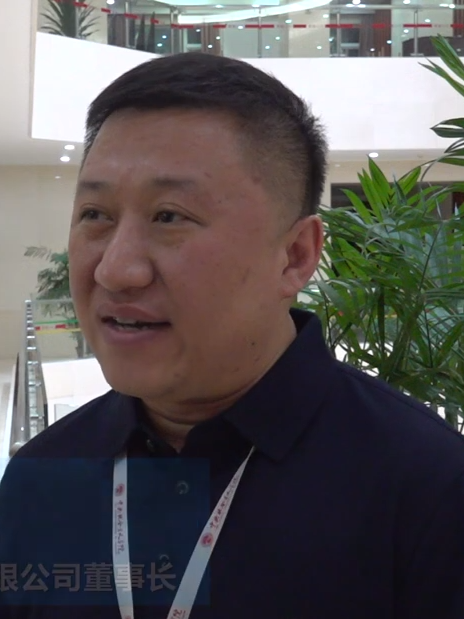
佐丹力集团董事长韩丹

韩丹（1982年4月—），男，汉族，中华人民共和国政治人物。现任佐丹力集团董事长，民建吉林省委常委，全国青联常委。第十四届全国政协委员。